# Fiera del libro di Francoforte

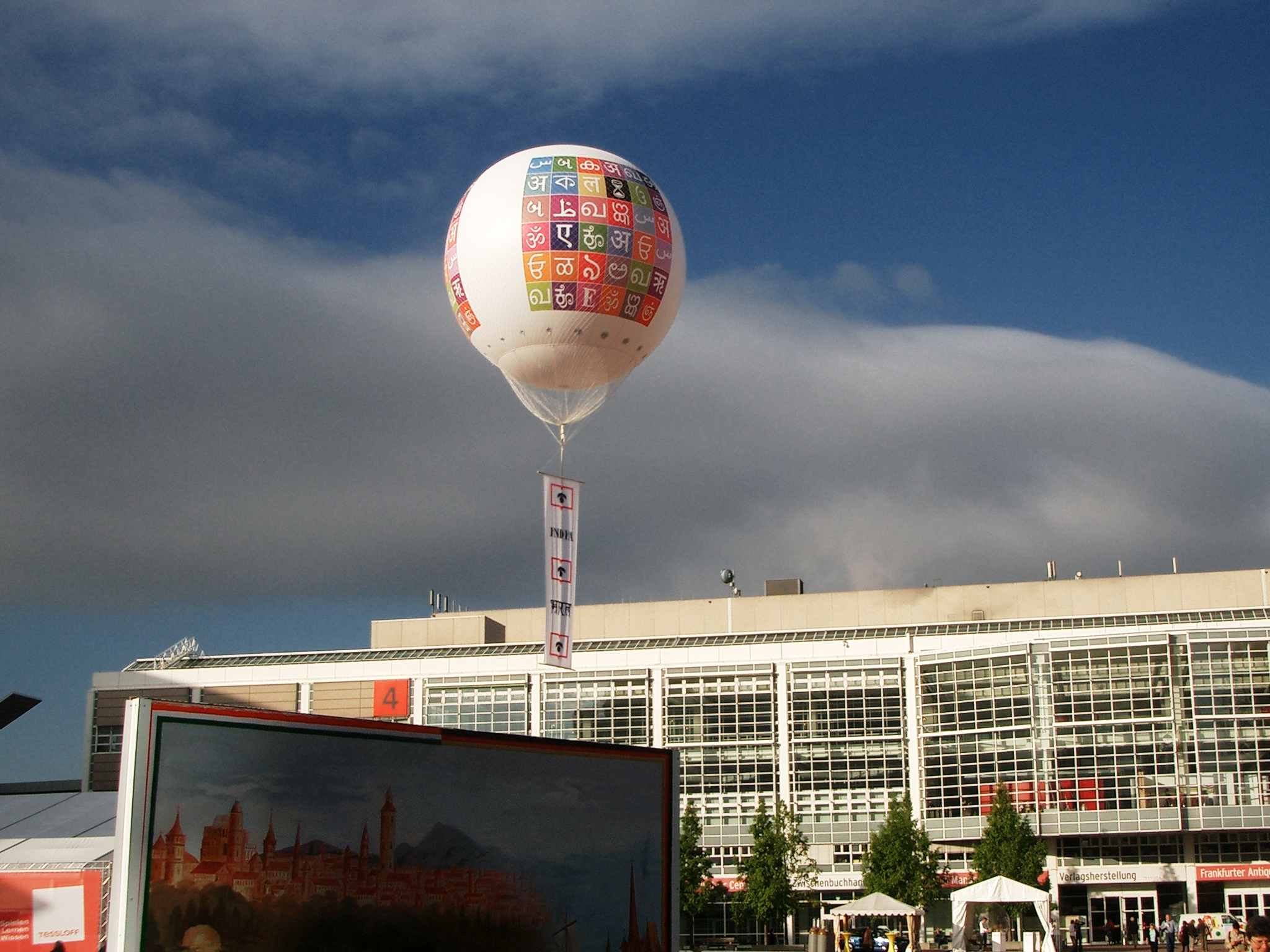
Fiera, 2005

La Fiera del libro di Francoforte (Frankfurter Buchmesse), internazionalmente nota anche con il nome tedesco di Buchmesse, è la più prestigiosa fiera del libro europea ed è una delle maggiori fiere del libro al mondo. Ha luogo ogni anno in ottobre a Francoforte sul Meno. L'accesso alla fiera è riservato agli operatori del settore: editori, agenti letterari, grandi distributori. Ciascuno dei dieci padiglioni della Fiera, alcuni dei quali organizzati su due o tre piani sovrapposti, è dedicato a un'area geografica o merceologica specifica.
La Fiera di Francoforte venne fondata nel 1949 dall'associazione dei librai (Börserverein des Deutschen Buchhandels) poiché Lipsia, dove da 1632 si teneva la più importante Buchmesse della Germania, era rimasta nella Repubblica Democratica Tedesca.
Fu scelta Francoforte perché aveva una tradizione plurisecolare di fiere del libro.
La Buchmesse ospita 300.000 visitatori specializzati per oltre 9.000 espositori (l'ultimo dato rappresenta un primato mondiale).
Durante la fiera vengono assegnati alcuni premi letterari (Friedenspreis des Deutschen Buchhandels; Deutscher Jugendliteraturpreis).

## Ospite d'onore
Ogni anno la fiera si concentra in particolare sulla cultura e produzione letteraria di un dato Paese, detto "ospite d'onore".
I Paesi ospitanti progettano ciascuno il proprio padiglione dedicato alla propria storia, cultura e letteratura. Gli ospiti d'onore sono responsabili dell'organizzazione e del finanziamento della loro apparizione.
Prima del 1986 le edizioni avevano un argomento d'interesse anziché il successivo ospite d'onore.
| Anno      | Ospite d'onore / Argomento d'interesse | Letteratura                                         |
| --------- | -------------------------------------- | --------------------------------------------------- |
| 1976      | America Latina                         | Letteratura latinoamericana                         |
| 1978      | Kind und Buch (Bimbo e libro)          | Letteratura per bambini                             |
| 1980      | Africa subsahariana                    | Letteratura africana                                |
| 1982      | Religioni                              | Letteratura religiosa                               |
| 1984      | George Orwell                          | Opere di George Orwell                              |
| 1986      | India                                  | Letteratura indiana                                 |
| 1988      | Italia                                 | Letteratura italiana                                |
| 1989      | Francia                                | Letteratura francese                                |
| 1990      | Giappone                               | Letteratura giapponese                              |
| 1991      | Spagna                                 | Letteratura spagnola                                |
| 1992      | Messico                                | Letteratura messicana                               |
| 1993      | Fiandre e Paesi Bassi                  | Letteratura olandese e belga                        |
| 1994      | Brasile                                | Letteratura brasiliana                              |
| 1995      | Austria                                | Letteratura austriaca                               |
| 1996      | Irlanda                                | Letteratura irlandese                               |
| 1997      | Portogallo                             | Letteratura portoghese                              |
| 1998      | Svizzera                               | Letteratura svizzera                                |
| 1999      | Ungheria                               | Letteratura ungherese                               |
| 2000      | Polonia                                | Letteratura polacca                                 |
| 2001      | Grecia                                 | Letteratura greca                                   |
| 2002      | Lituania                               | Letteratura lituana                                 |
| 2003      | Russia                                 | Letteratura russa                                   |
| 2004      | Mondo arabo                            | Letteratura araba                                   |
| 2005      | Corea del Sud                          | Letteratura coreana                                 |
| 2006      | India                                  | Letteratura indiana                                 |
| 2007      | Paesi catalani                         | Letteratura catalana                                |
| 2008      | Turchia                                | Letteratura turca                                   |
| 2009      | Cina                                   | Letteratura cinese                                  |
| 2010      | Argentina                              | Letteratura argentina                               |
| 2011      | Islanda                                | Letteratura islandese                               |
| 2012      | Nuova Zelanda                          | Letteratura neozelandese                            |
| 2013      | Brasile                                | Letteratura brasiliana                              |
| 2014      | Finlandia                              | Letteratura finlandese, svedese di Finlandia e sami |
| 2015      | Indonesia                              | Letteratura indonesiana                             |
| 2016      | Fiandre e Paesi Bassi                  | Letteratura olandese e belga                        |
| 2017      | Francia                                | Letteratura francese                                |
| 2018      | Georgia                                | Letteratura georgiana                               |
| 2019      | Norvegia                               | Letteratura norvegese e sami                        |
| 2020/2021 | Canada                                 | Letteratura canadese                                |
| 2022      | Spagna                                 | Letteratura spagnola                                |
| 2023      | Slovenia                               | Letteratura slovena                                 |
| 2024      | Italia                                 | Letteratura italiana                                |
| 2025      | Filippine                              | Letteratura filippina                               |
| 2026      | Rep. Ceca                              | Letteratura ceca                                    |
| 2027      | Cile                                   | Letteratura cilena                                  |